# 沃伦诉华盛顿哥伦比亚特区案
沃伦诉华盛顿哥伦比亚特区案（英語：Warren v. District of Columbia）是美国哥伦比亚特区上诉法院审理的一个案件。法院认为基于公共责任原则，警察在给公民提供警察服务时，不对某个公民负有具体责任。